# Савиных, Андрей Владимирович
Андре́й Влади́мирович Са́виных (бел. Андрэй Уладзіміравіч Савіных, род. 21 декабря 1962, Минск, Белорусская ССР, СССР) — белорусский государственный деятель, дипломат, депутат Палаты представителей Национального собрания VII созыва. В парламенте является председателем Постоянной комиссии по международным делам и членом Совета Палаты представителей.

## Биография
Родился 21 декабря 1962 года в городе Минске.
Имеет высшее образование, окончил переводческий факультет Минского государственного педагогического института иностранных языков по специальности «Английский и французский языки», также окончил Межотраслевой институт повышения квалификации и переподготовки руководящих работников при БГИНХ имени В.В.Куйбышева по специальности «Организация производства».
Трудовой стаж — 40 лет. Работал переводчиком, референтом, заведующим отделом в молодежных общественных организациях. В 1979—1984 годах учился в Минском государственном педагогическом институте иностранных языков, магистр лингвистических наук. В 1988—1990 годах учился в Институте повышения квалификации и переподготовки руководящих кадров при Белорусском государственном институте народного хозяйства, магистр бизнес-администрирования. В 2011 году окончил Британский институт сертифицированных менеджеров, диплом в сфере финансового менеджмента и финансового анализа.
В 1984—1985 годах работал переводчиком в Главном управлении геодезии и картографии (Минск). В 1985—1990 годах работал в молодёжных общественных организациях. В 1990—1993 годах — заведующий отделом, Белорусский ассоциация международного сотрудничества «Будущее».
С 1993 года принят на работу в Министерство иностранных дел Республики Беларусь, работал третьим, вторым первым секретарем, начальником управления информации — пресс-секретарем. Трижды направлялся для работы в загранучреждения Беларуси — первым секретарем в Посольство Республики Беларусь в Королевстве Нидерландов, заместителем Постоянного представителя Республики Беларусь при отделении ООН и других международных организациях в г. Женеве, являлся Чрезвычайным и Полномочным Послом Республики Беларусь в Турецкой Республике и Республике Ирак до сентября 2019 года.
17 ноября 2019 года, на прошедших парламентских выборах, был избран депутатом Палаты представителей Национального собрания по Чкаловскому избирательному округу № 96 города Минска. По результатам голосования, за его кандидатуру были поданы 19 308 голосов (52,63 % от общего числа), при этом явка избирателей на округе составила 61,58 %. Выдвигался от трудового коллектива и путём сбора подписей граждан, по своим словам выдвигался не по «распределению от МИД», а по собственному желанию.

### Парламентская деятельность
18 февраля 2020 года Савиных заявил на встрече с представителями секретариата комитета по международным отношениям сената США о намерении установления прямого диалога с Конгрессом США и укреплению сотрудничества. 27 февраля Савиных обвинил делегацию Европарламента в срыве встречи с депутатами Национального собрания, хотя сообщалось о переносе места встречи, несогласованном с европейской стороной. Сообщалось, что белорусская делегация пригласила евродепутатов в здание белорусского парламента, хотя Европарламент не признаёт его легитимности, а стороны первоначально договорились встретиться на нейтральной территории в Минске.
После начала массовых протестов в августе 2020 года Савиных заявил Парламентской ассамблее ОБСЕ, что «правоохранительные органы реагировали в соответствии с законом», а также отметил необходимость модернизации системы управления в стране, на что, по его словам, требуется много времени. 18 сентября 2020 года он раскритиковал резолюцию Европарламента о непризнании результатов президентских выборов 9 августа, охарактеризовав её как «очевидное проявление системного кризиса, в котором находятся все европейские институты». Через три дня, 21 сентября, выступил с критикой многовекторной внешней политики, заявив, что «высшим приоритетом для нас остается укрепление политических, экономических и военных отношений с Российской Федерацией в рамках Союзного государства» и высказался за углубление интеграции в рамках Евразийского экономического союза. В декабре 2020 года заявил, что санкции Евросоюза против режима Александра Лукашенко связаны с желанием Польши усилить влияние в регионе и санкционированы из США. В одном из выступлений Савиных обосновал утверждения об упадке США конспирологической статистикой, будто «в США в 1932-1933 годах без гражданской войны и революции умерло от голода более 7 млн человек».
В декабре 2020 года Савиных предложил поправку в законодательство об увеличении максимальной доли розничного оборота для одной торговой сети с 20% до 25%. Отмечалось, что это предложение выгодно только крупнейшей в республике торговой сети «Евроторг» (18% рынка, у ближайшего конкурента — 4%). Бизнес-союзы и Министерство антимонопольного регулирования и торговли выступили против лоббирования «Евроторгом» своих интересов, и поправка была отклонена. В ходе обсуждения законопроекта Савиных критиковали за лоббирование интересов только «Евроторга», а не всей розничной торговли, и за манипулирование статистикой.
24 июня 2021 года предложил белорусской IT-отрасли выбор между ориентацией на белорусских заказчиков и эмиграцией («Айтишники должны четко понять: либо они находят нишу здесь и начинают работать на собственную промышленность и экономику, либо пакуют чемоданы и переезжают ближе к месту своих заказчиков и потребителей»).
4 ноября 2021 года заявил: «И де-факто, и де-юре Крым давно был признан российским белорусской стороной... <...> И для нас Крым, скажем так, и месяц назад был неотъемлемой частью Российской Федерации».

## Семья
Женат, имеет дочь.
Дочь училась в Швейцарии, работает и живет в Англии.

## Награды
Награжден юбилейной медалью «100 лет дипломатической службе Беларуси».

## Персональные санкции и другие ограничения
- Летом 2022 года Великобритания отказала Андрею Савиных и всей Белорусской делегации в выдаче визы для участия в летней сессии Парламентской ассамблеи ОБСЕ[18].
- В 2022 году Польша занесла Андрея Савиных в санкционный список чиновников, пребывание которых в Польше нежелательно[19].